# Аросева, Ольга Александровна
Ольга Александровна Аро́сева (21 декабря 1925, Москва — 13 октября 2013, Москва) — советская и российская актриса театра и кино; народная артистка РСФСР (1984), заслуженный деятель культуры Польши (1976), лауреат Государственной премии РСФСР им. К. С. Станиславского (1977).
С 1950-х годов до конца жизни была одной из ведущих актрис Московского академического театра сатиры. Плодотворно работала в кино и на телевидении. Известна исполнением комедийных, острохарактерных ролей, среди которых ключевые образы в картинах «Берегись автомобиля» и «Старики-разбойники».

## Биография

### Ранние годы
Ольга Аросева родилась 21 декабря 1925 года в Москве.
По словам Аросевой, среди её предков были и польские аристократы, и усмиритель польского восстания 1863—1864 годов, представитель древнего дворянского русского рода граф Михаил Муравьёв, и купец первой гильдии, и актёры.
Отец — Александр Яковлевич Аросев, один из руководителей Московского революционного восстания в 1917 году, затем дипломат. Репрессирован в 1937 году. Мать — Ольга Вячеславовна Гоппен. Старшая сестра — заслуженная артистка РСФСР Елена Аросева (1923—2016).
При рождении была зарегистрирована отцом под именем Варвара, однако через три дня по требованию матери получила имя Ольга. Позднее родители разошлись — мать ушла из семьи, и дети (пятилетняя Ольга и её старшие сёстры Наталья и Елена) остались жить с отцом.
Детство Ольги Аросевой в силу специфики работы отца-дипломата прошло за границей — в Париже, Стокгольме, Праге.
В 1933 году семья вернулась в Москву, где Ольга и её сёстры учились в немецкой школе имени К. Либкнехта.
В 1935 году состоялась встреча со Сталиным на авиационном параде в Тушино. Вот как вспоминает Ольга Аросева об обстоятельствах этой встречи:
Отец взял меня и сестру Елену с собой на аэродром. Я без труда узнала стоявших рядом Ворошилова, Андреева, Кагановича, тогдашнего первого секретаря комсомола Александра Косарева. Известно, что малорослый Сталин подбирал себе такое же «по размеру» окружение. Но взрослые дяди казались мне высокими. Я ничего не могла рассмотреть из-за их спин.
Вдруг рядом раздался голос с сильным восточным акцентом: «Что же вы, большие, встали, а маленьким девочкам ничего не видно? Чьи это девочки? Аросева?» Человек в солдатской шинели и фуражке защитного цвета шёл сквозь толпу. Легко двигался в тесноте, потому что люди перед ним немедленно расступались. Он взял меня и Лену за руки и повёл в первый ряд зрителей. Поле и небо открылись, и стало всё прекрасно видно. Мы смотрели и разговаривали. Сталин был насмешливо церемонен, называл меня, девятилетнюю, на «вы». Подарил мне букет, который поднесла ему спрыгнувшая с самолётного крыла парашютистка.

Обо всём этом Елена и я дали своё первое в жизни интервью газете «Комсомольская правда». Статья называлась «Цветы» и начиналась с описания подаренного Сталиным букета.
В 1937 году отца арестовали. Матери удалось добиться разрешения взять дочерей к себе. Ольга после казни Аросева, расстрелянного в 1938-м, не побоялась написать Сталину письмо, в котором заявила, что не верит в виновность отца, и, не получив ответа, решила не вступать в комсомол.
В школьные годы участвовала в спектаклях школьного драматического кружка, занималась в детской театральной студии Н. И. Ключникова. Была натурщицей у художника Николая Ромадина, который написал с неё две картины.

### Творчество
С началом Великой Отечественной войны поступила в ГУЦЭИ — цирковое училище, а затем, как и сестра Елена, — в Московское городское театральное училище, директором которого и художественным руководителем курса Ольги Аросевой был В. В. Готовцев (ученик К. С. Станиславского), благодаря ему студентка сыграла несколько небольших ролей во втором МХАТе.
Завершить образование Аросева не успела, поскольку в 1946 году была принята в труппу Ленинградского театра комедии под руководством Н. П. Акимова, который находился в то время на гастролях в Москве. При этом будущая актриса совершила подлог документов, предъявив полученный сестрой диплом об окончании театрального училища.
В том же году продолжила театральную карьеру в Ленинграде, где была занята в качестве артистки вспомогательного состава театра комедии. В 1950 году, после снятия Акимова с поста главного режиссёра, покинула Ленинградский театр комедии, вернулась в Москву и перешла в Театр сатиры, где работала до последнего дня своей жизни, с небольшим перерывом: три года (1969—1971) была актрисой Театра на Малой Бронной.
За свою долгую артистическую карьеру играла в спектаклях, поставленных режиссёрами Н. В. Петровым, Б. И. Равенских, Э. П. Гариным, В. Н. Плучеком и др.
Ольга Аросева много снималась в кино и на телевидении, была известна в роли пани Моники в телепередаче «Кабачок „13 стульев“». Главные роли Аросева сыграла в фильмах Эльдара Рязанова «Берегись автомобиля» (1966) и «Старики-разбойники» (1971), а также в музыкальном фильме Олега Николаевского «Трембита».
Работала в озвучивании мультипликации с 1960-х годов.
В 1986 году Аросева в составе группы давала концерты в воинских частях ограниченного контингента советских войск в Афганистане (гарнизоны в Джабаль-Ус-Сирадже, Рухе).
Вместе с театральным критиком Верой Максимовой опубликовала книгу мемуаров «Без грима». Кроме того, актриса издала книгу своих кулинарных рецептов.
В 2003—2004 годах была соведущей программы телеканала «НТВ» «Страна советов», которую вместе с ней также вели Руслана Писанка, Валерий Меладзе, Лев Новожёнов и Борис Бурда. В 2004 году принимала участие в телепередаче «Первого канала» «Розыгрыш». В 2005 году снялась в рекламных роликах подсолнечного масла Milora. В 2010 году приняла участие в проекте «Бабье лето» телеканала «Домашний». В 2011 году была гостем программы «Смак» («Первый канал»).
В августе 2010 года Аросева стала соведущей утренней программы «Раньше всех» («Первый канал»). Пробыв в эфире пару недель, эта передача была заменена другой — «Жить здорово!». С 15 сентября 2011 года Аросева стала соведущей Екатерины Волковой и Ильи Носкова в музыкальном шоу «Давно не виделись!» на телеканале «ТВ Центр». С 25 марта 2012 года на украинском телеканале «Интер» появлялась в главной роли в 25-минутном сериале «Сваты у плиты».

### Личная жизнь
Была замужем четыре раза.
Первый муж — Константин Жуков, музыкант, был старше её на 11 лет.
Второй муж — Юрий Хлопецкий, артист Театра сатиры, в браке с ним в 1953 году потеряла ребёнка.
Третий муж — Аркадий Погодин.
Четвёртый муж — Владимир Сошальский.
О своих браках Аросева замечала:
Это были мои официальные, нормальные браки. После них было много гражданских. Называть никаких имён не хочу. Могу только сказать, что это были драматурги, артисты, музыканты, художники и люди, не имеющие никакого отношения к искусству.

И всё же по-настоящему я прожила всю свою жизнь в одиночестве — все мои мужья, к сожалению, оказывались беспомощными, слабыми.

### Болезнь и смерть
В последние годы Ольга Аросева боролась с тяжёлым онкологическим заболеванием. В конце 2012 года серьёзно заболела, но 13 июля 2013 года дала своё последнее интервью Андрею Малахову в программе «Сегодня вечером». В новом сезоне Театра сатиры, начавшемся в сентябре, не принимала участия в спектаклях. Ей был прописан постельный режим, и лечение актрисы проходило дома. 10 октября её госпитализировали в одну из подмосковных клиник, где сделали переливание крови и оставили для дальнейшего прохождения лечения.
Скончалась в Москве 13 октября 2013 года на 88-м году жизни. В последние дни за Ольгой Аросевой ухаживала сиделка Ольга Токальчук.
Прощание состоялось 18 октября 2013 года в её родном театре. Похоронена на Головинском кладбище (участок № 3).
К годовщине смерти актрисы, 10 октября 2014 года, на её могиле состоялось торжественное открытие надгробного памятника.

## Творчество

### Театр
Ленинградский театр комедии
- 1946 — «Путешествие Перришона»[фр.] Э. Лабиша — Люсина
- 1946 — «Старые друзья» Л. Малюгина — Тамарка
- 1948 — «Вас вызывает Таймыр» А. Галича и К. Исаева — Люба Попова
- 1948 — «С любовью не шутят»[фр.] А. де Мюссе — Инесса

Московский театр сатиры
- 1950 — «Не ваше дело» В. Полякова, реж.: Валентин Плучек — Варя, дочь
- 1950 — «Человек с именем» Д. Б. Угрюмова, реж.: Николай Петров — Люда Стасова
- 1952 — «Пролитая чаша» Ван Ши-фу, реж.: Николай Петров (совместно с В. Н. Плучеком) — Хун-Нян
- 1953 — «Господин Дюруа» И. Прута и Е. Штейнберга по роману Г. де Мопассана «Милый друг» — Клотильда, Рашель
- 1954 — «Свадебное путешествие» В. А. Дыховичного и М. Р. Слободского — Настенька
- 1956 — «Дело было в Конске» («Домик») В. П. Катаева — Павликова
- 1956 — «Только правда» («Некрасов»[фр.]) Ж.-П. Сартра — Мадлен
- 1957 — «Ложь на длинных ногах» Э. де Филиппо (итал. Le bugie con le gambe lunghe) — Ольга Чиголелла
- 1958 — «Тень» Е. Л. Шварца — Юлия Джули
- 1960 — «200 тысяч на мелкие расходы» В. А. Дыховичного и М. Р. Слободского — Валя
- 1965 — «Бидерман и поджигатели»[англ.] Макса Фриша — Бабета
- 1965 — «Дом, где разбиваются сердца» Б. Шоу — Леди Аттеруорд
- 1967 — «Доходное место» А. Н. Островского — Кукушкина
- 1971 — «Волшебные кольца Альманзора» Т. Г. Габбе — Королева
- 1973 — «Пеппи Длинныйчулок» Астрид Линдгрен — фрёкен Розенблюм
- 1974 — «Нам пятьдесят»
- 1974 — «Безумный день, или Женитьба Фигаро» Бомарше — Марселина
- 1975 — «Пена» С. В. Михалкова — Раиса Марковна Махонина
- 1976 — «Клеменс» К. Саи — Даунорене
- 1976 — «Маленькие комедии большого дома» А. М. Арканова и Г. И. Горина — Иванова
- 1976 — «Горе от ума» А. С. Грибоедова — Хлёстова
- 1978 — «Мораль пани Дульской» Г. Запольской — пани Дульская
- 1980 — «Гнездо глухаря» В. С. Розова — Вера Васильевна
- 1981 — «Бешеные деньги» А. Н. Островского — Чебоксарова
- 1982 — «Самоубийца» Н. Р. Эрдмана — Серафима Ильинична
- 1982 — «Концерт для театра с оркестром» Г. И. Горина и А. А. Ширвиндта — партнёрша
- 1983 — «Вишнёвый сад» А. П. Чехова — Шарлотта Ивановна
- 1985 — «Молчи, грусть, молчи» А. Ширвиндта, реж.: А. А. Ширвиндт — Диана Леонидовна
- 1986 — «Рыжая кобыла с колокольчиком» И. П. Друцэ — Одокия
- 1990 — «Босиком по парку» Н. Саймона, реж.: И. А. Данкман — миссис Бэнкс
- 1991 — «Папа, папа, бедный папа!..» по пьесе А. Копита, реж.: М. Зонненштраль — мадам Розпетл
- 1995 — «Как пришить старушку» Дж. Патрика, реж.: М. Зонненштраль — Памела Кронки
- 1999 — «Неаполь — город миллионеров»[итал.] Э. Де Филиппо, реж.: М. Д. Мокеев — Амалия
- 2000 — «Мадлен и Моисей» Пьера Оливье Скотто, реж.: Валерий Саркисов — Мадлен
- 2009 — «Идеальное убийство» Дж. Поплуэлла, реж.: Андрей Житинкин — миссис Пайпер
- 2012 — Реквием по Радамесу (А. Николаи), реж.: Роман Виктюк — Сирена Дековар (вместе с Верой Васильевой и Еленой Образцовой, премьера состоялась 30 сентября 2012 г.)

Антреприза
- 1998 — «Афинские вечера» П. Гладилина, реж.: Николай Чиндяйкин (Театральная ассамблея Петра Гладилина) — Анна Павловна Ростопчина

### Фильмография
Работы на телевидении помечены звёздочкой (*).
- 1946 — Во имя жизни — эпизод
- 1948 — Драгоценные зёрна — Надежда, животновод
- 1949 — Великая сила — Елена Коробкова, сотрудница курсов повышения квалификации птицеводов
- 1951 — Белинский — актриса (нет в титрах)
- 1953 — Беззаконие — Аксинья, прачка
- 1954 — Мы с вами где-то встречались — девушка в красном, фанатка Максимова
- 1954 — Ревизоры поневоле (киноальманах «Родимые пятна») — Настя
- 1955 — Гость с Кубани — Надя, секретарь Загорянской МТС
- 1955 — Урок жизни — Рая
- 1956 — Безумный день — секретарша Миусова
- 1956 — Это начиналось так… — повариха Рая
- 1957 — Девушка без адреса — соседка
- 1959 — Аннушка — мать Вовки
- 1961 — Морская чайка — мама Асика
- 1962 — Яблоко раздора — Домаха Свиридовна, доярка, Герой Социалистического Труда
- 1963 — Короткие истории — Гелена / пани Фисташкова
- 1964 — Всё для Вас — Пирожкова, океанолог
- 1966 — Берегись автомобиля — Люба, невеста Деточкина
- 1966 — В городе С. — Мария Павловна Чехова
- 1966 — Не самый удачный день — медсестра
- 1966—1980 — Кабачок «13 стульев» — пани Моника*
- 1968 — Встречи на рассвете — Софья Васильевна, заведующая молочной фермой
- 1968 — Интервенция — мадам Ксидиас
- 1968 — Трембита — Парася Никаноровна, мать Олеси
- 1969 — Жди меня, Анна — Раиса Петровна
- 1969 — Приятный сюрприз (короткометражный) — главная роль
- 1970 — Взрыв замедленного действия — эпизод
- 1970 — Два дня чудес — Альфа Ивановна Кокошкина
- 1970 — Переступи порог — Вера Дмитриевна, классный руководитель, учительница литературы
- 1970 — Секретарь парткома — Катерина Павловна, повариха
- 1971 — Алло, Варшава! — Маша из Одессы
- 1971 — Большой янтарь — Жермена Павловна, секретарь жюри конкурса
- 1971 — Старики-разбойники — Анна Павловна Суздалева, инкассатор
- 1971 — Шельменко-денщик — помещица Опецковская Аграфена Семёновна
- 1973 — Невероятные приключения итальянцев в России — мама капитана Васильева
- 1974 — О загадках смеха и... (короткометражный)
- 1974 — Рассказы о Кешке и его друзьях — тётя Люся
- 1981 — Семь счастливых нот — Ольга, актриса
- 1982 — Предел желаний — Ольга Александровна, бабушка Алёши
- 1990 — Голос памяти (документальный, памяти А. Папанова)
- 1991 — Графиня — Марфа Алексеевна, переводчица детских сказок
- 1993 — Твоя воля, Господи! — Ольга Александровна, мать Павла
- 1995 — Будем жить — мать скептика
- 1997 — Старые песни о главном 2 — пани Моника*
- 1997 — Корабль двойников — Маргарет Тэтчер (голос)
- 2000 — Афинские вечера — Анна Павловна Ростопчина
- 2000 — Нам — 75! — камео
- 2003 — Приключения мага — Жанна Павловна, бабушка Екатерины
- 2003 — Козлёнок в молоке — Кипяткова
- 2004 — Бальзаковский возраст, или Все мужики сво… 2 (эпизоды «Плечо любимого, или Квартира в обмен на мужа» и «Самооборона для женщин») — Галина Сергеевна, соседка Аллы*
- 2004 — Даша Васильева. Любительница частного сыска 2 (Жена моего мужа | фильм 3) — мать Макса Полянского, вторая свекровь Даши
- 2004 — Ландыш серебристый 2 (Страна подходящего солнца | 12-я серия) — тётя Поля
- 2005 — Самая красивая — Инесса Александровна
- 2007 — Путейцы (Капризы Мельпомены | 4-я серия) — камео*
- 2008 — Самая красивая 2 — Инесса Александровна
- 2009 — Книга мастеров — Рассказчица
- 2010 — Сваты 4 — Людмила Степановна, мать Ольги Николаевны
- 2010 — Союз нерушимый — Мария Тимофеевна
- 2011 — Сваты 5 — Людмила Степановна, мать Ольги Николаевны
- 2012 — Сваты у плиты — Людмила Степановна
- 2012 — Сваты 6 — Людмила Степановна, мать Ольги Николаевны (голос)
- 2013 — Женщины на грани (Безупречное алиби | 22-я серия) — Анна Станиславовна, соседка Невских

Телеспектакли
- 1953 — Свадьба с приданым — подружка на свадьбе (нет в титрах)
- 1959 — Обнажённая со скрипкой — Черри-Мэй Уотертон
- 1960 — Сизиф и смерть
- 1962 — Интервью у весны — Милиция Ивановна, организатор субботних вечеринок
- 1963 — Наследники Рабурдена — Мадам Воссар
- 1965 — Обыкновенный человек —  Мария, жена Арсы Миличевича
- 1978 — Мораль пани Дульской — пани Дульская

Актриса участвовала в сюжетах для киножурналов «Фитиль» и «Ералаш»:
- 1965 — «Фитиль» № 35, сюжет «Булочка с маком» — официантка
- 1965 — «Фитиль» № 39, сюжет «Командировочный» — администратор гостиницы
- 1966 — «Фитиль» № 47, сюжет «Карусель» — Оля
- 1967 — «Фитиль» № 57, сюжет «Звери и люди» — грубая пассажирка
- 1967 — «Фитиль» № 60, сюжет «Тяжёлый случай» — начальник
- 1968 — «Фитиль» № 72, сюжет «Обчистили» — сотрудница химчистки
- 1972 — «Фитиль» № 117, сюжет «Нокаут» — супруга жильца
- 1975 — «Фитиль» № 157, сюжет «День закрытых дверей» — директор магазина
- 1979 — «Ералаш» № 22, сюжет «Прощай, Вася!» — инспектор милиции
- 1982 — «Ералаш» № 35, сюжет «По страницам школьных газет» — мать Вовы Лиходеева, маляр
- 2001 — «Ералаш» № 146, сюжет «На свободу с чистой совестью!» — бабушка

### Озвучивание
Мультфильмы
- 1964 — Кот-рыболов — Лиса
- 1966 — Хвосты — Лиса
- 1970 — Бобры идут по следу — Щука
- 1972 — аудиосказка «Тайна царя Гороха» (Инсценировка Ф. Шапиро) — Бяка Нерёва усатая
- 1974 — Волшебник Изумрудного города — Стелла
- 1975 — Наша няня — робот Няня (нет в титрах)
- 1979 — Как лиса зайца догоняла — Лиса
- 1980 — Баба-Яга против! — Баба-Яга
- 1984 — Не хочу и не буду!
- 1984 — Слонёнок пошёл учиться — Слониха
- 1986—1988 — Приключения поросёнка Фунтика (4 серии) — госпожа Белладонна
- 1988 — Доверчивый дракон — Курица
- 1988 — Котёнок с улицы Лизюкова — Слониха

Аудиокниги
- 2010 — Азазель — леди Катерина Эстер

### Сочинения
- Без грима. — М.: Центрполиграф, 1998. — 382 с. — (Кумиры). — ISBN 5-227-00170-7. (В соавторстве с В. А. Максимовой).
- Кулинарные путешествия. — М.: Олма-пресс, 2006. — 208 с. — (Кулинария со звёздами). — ISBN 5-94848-239-1.
- Без грима на бис. — М.: Зебра Е; АСТ, 2007. — 398 с. — (Актёрская книга). — 5000 экз. — ISBN 978-5-17-048955-8. — ISBN 978-5-94663-534-9.
- Прожившая дважды: Воспоминания. — М.: Астрель, 2012. — 381 с. — (Портрет эпохи). — 3000 экз. — ISBN 978-5-271-41103-8.

## Признание и награды
Государственные награды:
- Заслуженная артистка РСФСР (16 октября 1974)
- Заслуженный деятель культуры Польши (1976)
- Государственная премия РСФСР имени К. С. Станиславского (1977) — за исполнение роли Раисы Марковны Махониной в спектакле «Пена» С. В. Михалкова
- Народная артистка РСФСР (28 апреля 1984)
- орден Почёта (27 ноября 1995) — за заслуги перед государством и многолетнюю плодотворную деятельность в области культуры и искусства[22]
- орден «За заслуги перед Отечеством» IV степени (20 декабря 2000) — за большой вклад в развитие театрального искусства[23]
- орден «За заслуги перед Отечеством» III степени (12 декабря 2010) — за большой вклад в развитие отечественного театрального искусства и многолетнюю творческую деятельность[24]

Другие награды, премии, поощрения и общественное признание:
- приз «Серебряная маска» (1976, Конкурс актёров московских театров)
- приз «Золотой стул Остапа Бендера» (Одесса, 2001, в номинации «Ретро. Лучшая передача и героиня»)
- премия МК «За лучшую женскую роль», 2001 — за роль Мадлен в спектакле «Мадлен и Моисей»
- Национальная премия общественного признания достижений женщин «Олимпия» Российской Академии бизнеса и предпринимательства[25] в 2005 г.

## Память
В декабре 2014 года была выпущена биография Ольги Аросевой, которую написал её внучатый племянник Григорий Аросев.
Творчеству и памяти актрисы посвящены документальные фильмы и телепередачи:
- «Ольга Аросева. »50 шляпок для пани Моники"" («Первый канал», 2009)[27]
- «Ольга Аросева. „Встречи на Моховой“» («Пятый канал», 2010)[28]
- «Ольга Аросева. „Другая жизнь пани Моники“» («ТВ Центр», 2010)[29]
- «Ольга Аросева. „Рецепт её счастья“» («Первый канал», 2015)[30][31]
- «Ольга Аросева. „Последний день“» («Звезда», 2016)[32]
- «Ольга Аросева. „Расплата за успех“» («ТВ Центр», 2019)[33].